# Comuna Tarasivka, Oleșkî
Tarasivka (în ucraineană Тарасівка) este o comună în raionul Oleșkî, regiunea Herson, Ucraina, formată din satele Klînî, Leninka, Prîvitne și Tarasivka (reședința).

## Demografie
Componența lingvistică a comunei Tarasivka
     Ucraineană (95,66%)
     Rusă (3,91%)
     Alte limbi (0,4%)
Conform recensământului din 2001, majoritatea populației comunei Tarasivka era vorbitoare de ucraineană (95,66%), existând în minoritate și vorbitori de rusă (3,91%).